# Malmöer Moschee

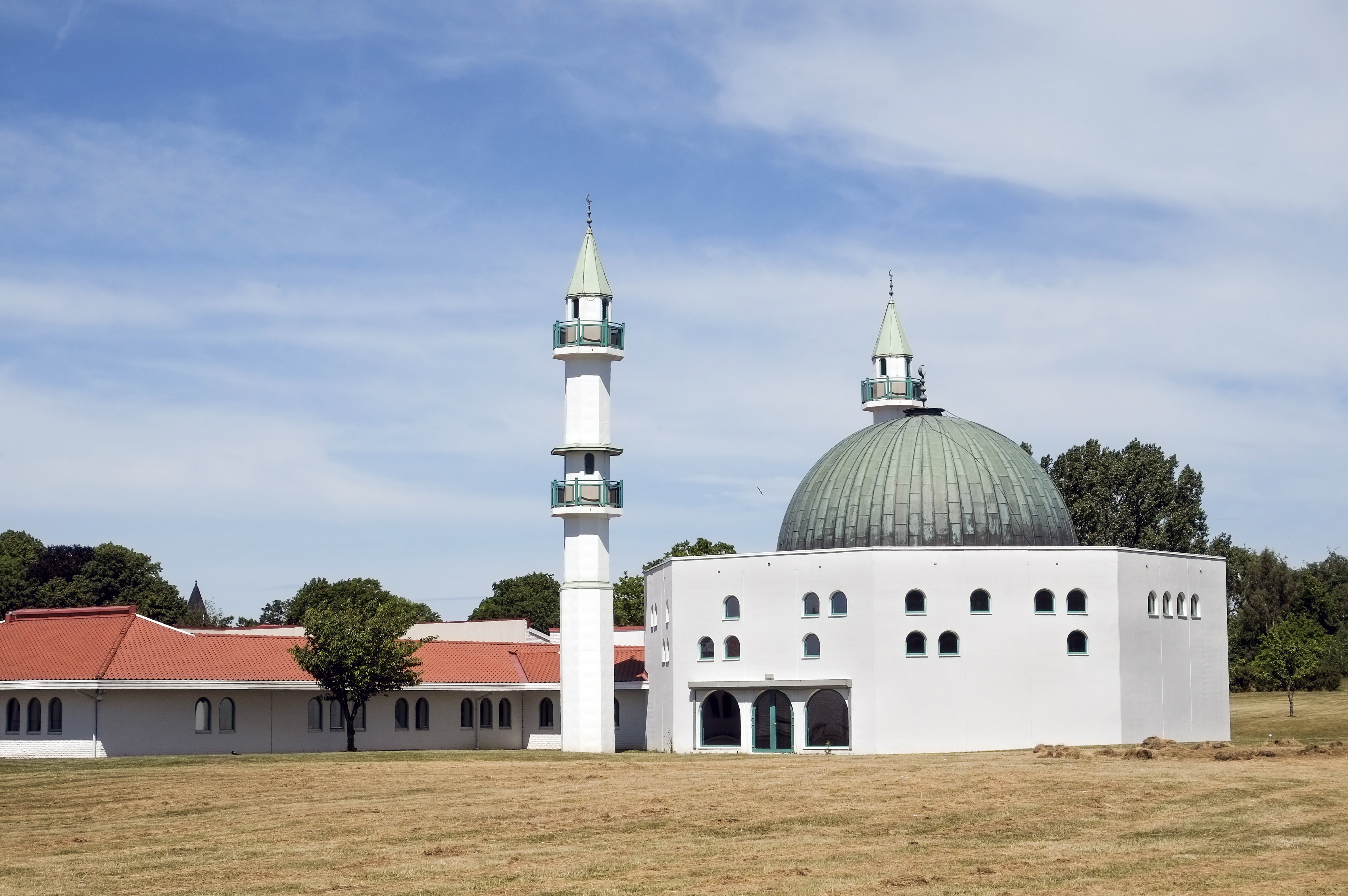
Malmöer Moschee, 2006

Die Moschee von Malmö ist eine der wichtigsten Moscheen in Schweden und befindet sich am Stadtrand von Malmö im Süden des Landes. Die Bauarbeiten begannen im April 1983, 1984 wurde sie eingeweiht. Angrenzend an der Moschee befindet sich ein Islamisches Zentrum, welches eine Islamische Schule und eine Bibliothek umfasst. In der Region leben etwa 55.000 Muslime.
Es gab bislang drei Brandanschläge auf die Moschee; am 28. April 2003 wurde das Gebetshaus bei einem Anschlag schwer beschädigt, andere Gebäude des Islamischen Zentrums wurden total zerstört. Bei zwei weiteren Angriffen am 18. September sowie am 21. Oktober 2005 wurde das Feuer schnell gelöscht und es entstand nur geringer Schaden.
Malmö hat, vor allem durch Einwanderer aus dem Irak bedingt, eine stark wachsende muslimische Gemeinde. Die Moschee wird  von Muslimen aus ganz Schonen als auch von Muslimen aus dem nahen Kopenhagen besucht.